# 春なのに (アルバム)
『春なのに』（はるなのに）は、1983年2月10日に発売された柏原芳恵の6枚目のオリジナル・アルバムである。
キャッチコピーは『ウェットでナイーブな芳恵… 17才の感性が中島みゆきの豊かな音楽センスと溶け合った魅力あふれる最新アルバム』。

## 制作
全曲通して、作詞・作曲はシンガーソングライターである中島みゆきの楽曲で構成されている。

## チャート成績
オリコン最高位4位にチャートインし、公称アルバム売上は32万枚。

## リリース
1994年5月25日にCD選書として初CD化され、2010年4月14日には配信限定で、2018年8月29日には『春なのに+3』としてボーナス・トラック3曲が追加されてSHM-CDが発売された。

## 収録曲
- 全作詞・作曲：中島みゆき（特記以外）

### LP

#### SIDE A
1. ボギーボビーの赤いバラ
編曲：石川鷹彦
  - 原曲は、中島のアルバム『私の声が聞こえますか』に収録されている。
2. あした天気になれ
編曲：若草恵
  - 原曲は、中島のアルバム『臨月』に収録されている。
3. わかれうた
編曲：石川鷹彦
  - 原曲は、中島のアルバム『愛していると云ってくれ』に収録されている。
4. 海よ
編曲：石川鷹彦
  - 原曲は、中島のアルバム『私の声が聞こえますか』に収録されている。
5. ダイヤル117
編曲：羽田健太郎
  - 原曲は、中島のアルバム『親愛なる者へ』に収録されている。

#### SIDE B
1. バス通り
編曲：羽田健太郎
  - 原曲は、中島のアルバム『臨月』に収録されている。
2. 渚便り
編曲：服部克久・J.サレッス
  - 先行シングル『春なのに』のB面曲（Mixとボーカルテイクが異なるアルバムバージョン）。原曲は、中島のアルバム『私の声が聞こえますか』に収録されている。
3. 髪
編曲：石川鷹彦
  - 原曲は、中島のアルバム『おかえりなさい』に収録されている。
4. 春なのに
編曲：服部克久・J.サレッス
  - 先行シングル曲。
5. 夜曲
編曲：若草恵
  - 原曲は、中島のアルバム『臨月』に収録されている。

### CD選書
1. ボギーボビーの赤いバラ
2. あした天気になれ
3. わかれうた
4. 海よ
5. ダイヤル117
6. バス通り
7. 渚便り
8. 髪
9. 春なのに
10. 夜曲

### 春なのに+3（SHM-CD）
1. ボギーボビーの赤いバラ
2. あした天気になれ
3. わかれうた
4. 海よ
5. ダイヤル117
6. バス通り
7. 渚便り
8. 髪
9. 春なのに
10. 夜曲
11. ちょっとなら媚薬 <ボーナス・トラック>
作詞：阿木燿子、作曲：宇崎竜童、編曲：萩田光雄
  - 13枚目のシングルA面曲。
12. Blue Honeymoon <ボーナス・トラック>
作詞：阿木燿子、作曲：宇崎竜童、編曲：萩田光雄
  - 13枚目のシングルB面曲。
13. 渚便り <ボーナス・トラック>
  - 先行シングル「春なのに」のB面曲。